# Словио
Сло́вио — искусственный язык, созданный с целью быть понятным для говорящих на языках славянской группы без какого-либо дополнительного изучения, а неславяноговорящим максимально облегчить обучение. Создатель словио — словак Марк Гучко, начал работать над ним в 1999 году.
При создании словио Марк Гучко использовал опыт, накопленный при создании и развитии эсперанто — применил простую, логичную, безысключительную грамматику. Различие между словио и эсперанто состоит в том, что эсперанто создавался на основе различных европейских языков, а словарь словио состоит из общеславянских слов.
С 2011 года проект является неактивным.

## Написание
В словио 26 звуков, основная система письма — латиница без всяких диакритических знаков, которую можно читать и писать на любом компьютере, но в словио тоже предусмотрена возможность записи кириллицей. 

### Использование кириллицы для записи словио
| Латиница | Кириллица |
| -------- | --------- |
| a        | а         |
| b        | б         |
| c        | ц         |
| cx       | ч         |
| d        | д         |
| e        | е         |
| f        | ф         |
| g        | г         |
| gx       | дж        |
| h        | х         |
| i        | и         |
| j        | й         |
| k        | к         |
| l        | л         |
| m        | м         |
| n        | н         |
| o        | о         |
| p        | п         |
| r        | р         |
| s        | с         |
| sx       | ш         |
| t        | т         |
| u        | у         |
| v        | в         |
| wx       | щ         |
| z        | з         |
| zx       | ж         |

Специальной буквы gx (дж) в русском языке не требуется, но в других славянских языках особый звук дж присутствует, а в сербской и македонской кириллицах для его обозначения даже выделили отдельный знак. Звук можно охарактеризовать как «Ч», произнесённое не глухо, а звонко.
Запись словио кириллицей существенно упрощает понимание написанного неподготовленными читателями России, Белоруссии, Украины, Болгарии, Македонии, Сербии и Черногории, стран бывшего СССР. Но следует помнить, что кириллицу не смогут прочитать в остальных странах и частях света. Записанное же латиницей кириллические пользователи смогут прочитать, хотя и с некоторыми неудобствами в первое время. Таким образом, латиница — более универсальный шрифт. А для пользователей кириллицы легко создать (и уже созданы) специальные программы для транслитерации.
Если произвести транслитерацию текста словио в кириллицу как показано в таблице, получится так называемая «система ЙА». Несколько более привычно для пишущих кириллицей пойти дальше и заменить «йа» и «йу» на «я» и «ю» и, таким образом, перейти к «системе Я». Автор языка Марк Гучко не решился утвердить ни одну из этих систем в качестве основной, оставив решение на изучающих словио из числа восточных и южных славян, сам же придерживается использования «системы ЙА». В любом случае различия между двумя системами незначительны.

### Запись некоторых дополнительных звуков
Для написания иностранных (для словио) слов можно применять также и следующие латинские буквы и их сочетания:
- wx — щ или шч;
- q — мягкий знак;
- y — ы, польское y, украинское и;
- ’ (апостроф) — мягкий или разделительный знак;
- hx — как русская х;
- hq — мягкое придыхательное h как в немецком halbe или английском hotel;
- x — кс или гз (если не состоит в сочетаниях cx/sx/zx/gx/wx).

### Использование диграфов cx/sx/zx/gx/wx
Основное преимущество использования диграфов cx/sx/zx/gx/wx для обозначения звуков ч/ш/ж/дж/щ в том, что в естественных языках такие комбинации почти никогда не встречаются. Отсюда следует, что текст, записанный с использованием диграфов, будет однозначно понят читателем, однозначно распознан компьютерными программами как текст на словио, однозначно транслитерирован в другие алфавиты. Другие варианты диграфов ch/sh/zh/dzh/shch (традиционный) или cz/sz/zs/dzs/szcz (один из вариантов записи межславянского) могут быть неоднозначно поняты, потому что хоть и редко, но комбинации из этих букв могут означать отдельные звуки ц, х, с, з.
Недостатком данного способа передачи звуков ч/ш/ж многие называют «непривычность».

## Грамматика словио
В словио используется максимально упрощённая грамматика. Нет склонения по падежам (но есть факультативный показатель прямого дополнения -(u)f, см. ниже). Нет грамматических родов. Это призвано облегчить и ускорить обучение языку. С другой стороны, словио насчитывает целых шесть форм причастий.
По классификации Д. Бланке словио относится к автономным апостериорным языкам. Такой подход позволяет радикально упростить грамматику, но одновременно делает её менее похожей на существующие славянские языки.
Спряжение глаголов за исключением четырёх (es, mozx, hce и dolzx) — совершенно регулярное.
Словио, однако, сохраняет присущие всем славянским языкам грамматические особенности, затрудняющие их изучение представителями иных языковых групп, например категории глагольного вида и деепричастия.

### Структура предложения словио
Как и ествественные славянские языки, словио допускает свободный порядок следования слов в предложении. Несмотря на упрощённую грамматику, словио всегда точно передаёт подлежащее и дополнение в предложении как при прямом порядке (подлежащее-сказуемое-дополнение), так и при обратном порядке (дополнение-сказуемое-подлежащее).
Часто словио определяет в предложениях подлежащее-сказуемое-дополнение более точно, чем, например, в русском языке.
На русском во фразе «Дочь любит мать» — кто кого любит?
На русском во фразе «Кикабидзе слушает Шеварднадзе» — кто кого слушает?
В словио же смысл таких фраз передаётся однозначно.
Docx lubovit mama — дочка любит маму.
Docxuf lubovit mama — дочку любит мама.
Kikabidze slusxat Sxevardnadze — [Вахтанг] Кикабидзе слушает [Эдуарда] Шеварднадзе.
Kikabidzef slusxat Sxevardnadze — [Вахтанга] Кикабидзе слушает [Эдуард] Шеварднадзе.

### Мужской и женский пол в словио
Поскольку грамматического рода в словио нет, то имеются средства для обозначения пола животных и людей.
Kot — просто кот или кошка
Kotic — кот мужского пола
Kotica — кошка женского пола

### Множественное число в словио
Множественное число в словио получается добавлением -s на конце слова. Это больше характерно для неславянских европейских языков. На практике при окончании слова на согласную к слову добавляют -is, звук i используется просто для облегчения произношения, но одновременно он приближает звучание множественного числа к естественным славянским языкам. Например, сравните в русском кот — коты, в словио
kot — kotis.
Такой несколько неестественный, синтетический способ образования множественного числа намного проще образования множественного числа в естественных славянских языках. Например, в русском языке множественное число образуется:
при помощи -и: дождь — дожди
при помощи -ы: грузин — грузины, год — годы
при помощи -е: армянин — армяне
при помощи -а: стекло — стёкла, год — года
никак не образуется: пальто — пальто

## Примеры текстов
| латиница | кириллица |
| --- | --- |
| Nasx otec ktor es vo nebo, Sanktju es tvoi imen. Tvoi kralenie pridib. Tvoi hcenie bu na zemla takak na nebo. Darij mi dnes nasx denju hleb. I uprostij mi nasx grehis takak mi uprostime tamktor grehitu protiv mi. I ne vestij mi vo pokusenie, no spasij mi ot zlo. | Наш отец ктор ес во небо, Санктйу ес твои имен. Твои краление придиб. Твои хцение бу на земла такак на небо. Дарий ми днес наш денйу хлеб. И упростий ми наш грехис такак ми упростиме тамктор грехиту против ми. И не вестий ми во покусение, но спасий ми от зло. |

## Версия
Словио постоянно развивался и дополнялся. При этом автор создавал новые версии языка, которым, как компьютерным программам, присваивались номера. Так, в первых версиях место ударения в слове не было определено, в то время как в более поздних версиях оно фиксировано на предпоследнем слоге. Версия 1.1 появилась в 2001 году. Последняя версия от 24 октября 2010 года имеет номер 2.74u. В 2010 году Гучко прекратил разработку языка и перестал отвечать на письма.